# Staatsschuldenquote im Vereinigten Königreich
Die Staatsschuldenquote des Vereinigten Königreichs gibt das Verhältnis zwischen den britischen Staatsschulden einerseits und dem britischen nominalen Bruttoinlandsprodukt andererseits an.

## Entwicklung in den letzten Jahren
Die Staatsschuldenquote des Vereinigten Königreichs stieg aufgrund der Finanzkrise zwischen 2008 und 2013 an. Entsprach die Staatsverschuldung von 758,7 Mrd. Pfund Ende 2008 einer Staatsschuldenquote von 51,9 %, so erreichte die Staatsschuldenquote Ende 2013 angesichts eines Schuldenstandes von dann inzwischen 1.461 Mrd. Pfund einen Wert von 90,6 %.

## Prognostizierte Entwicklung
Der Internationale Währungsfonds geht davon aus, dass die Staatsschuldenquote des Vereinigten Königreichs bis Ende 2019 bei einem Schuldenstand von dann 1.788,2 Mrd. Pfund auf 84,9 % zurückgeht.